# Робертини
Робертини або Робертіани — шляхетський та королівський франкський рід, який був попередником династії Капетингів, а отже, королівських родин Франції та багатьох інших країн (нині Іспанії та Люксембургу).
Відомості про засновників династії Робертинів з'являються в документах 860-х років, за якими можна простежити їх походження від Роберта Сильного, походження якого залишається неясним. За однією з версій від був сином Роберта III графа Вормського.
Капетинги вперше з'являються в записах як впливові шляхтичі, що служили при дворі династії Каролінгів Карла Великого в Західній Франкії, яка пізніше стала Францією. Коли їхня влада зросла, вони вступили в конфлікт зі старшою королівською династією та кілька разів посідали трон, ще до початку періоду безперервного правління нащадків короля Гуго Капета (правив у 987—996).
Від Поппо з Грапфельду, ймовірного сина Геймріха, графа Лангау; онука Канкора, засновника Лоршського монастиря виводять династію Поппонидів або династію франкського дому Бабенбергів.